# Apostolepis christinae
Apostolepis christinae este o specie de șerpi din genul Apostolepis, familia Colubridae, descrisă de De Lema în anul 2002. Conform Catalogue of Life specia Apostolepis christinae nu are subspecii cunoscute.